# Frederic Volante
Frederic Volante (Etterbeek, Bélgica, 19 de octubre de 1975) es un dibujante de cómic ítalo-belga.

## Biografía
Nacido en Bélgica, a los 12 años se mudó a Italia, el país de origen de la familia paterna, estudiando en el Instituto Estatal de Arte de Imperia. Entró en el mundo de la historieta gracias a su conciudadano Bruno Ramella. Su debut como profesional se produjo en 2001 en las páginas de Nick Raider, cómic policíaco editato por Sergio Bonelli Editore. Posteriormente, trabajó como entintador para Viento Mágico junto con los colegas Bruno Ramella, Luigi Copello, Giuseppe Barbati, Stefano Biglia y Giovanni Talami. Para Bonelli, también dibujó algunas historias de Lukas, con textos de Michele Medda, y una historia breve de Tex escrita por Moreno Burattini.
Para el mercado francés, dibujó la serie Shahidas, escrita por Laurent Galandon y editada por Bamboo, en 2009. El año siguiente, realizó Les Z (Glénat Editions) con guion de Richard Malka. En 2015 dibujó el primer número de la serie L'Avocat, con textos de Laurent Galandon y Frank Giroud, publicada por la editorial belga Le Lombard.